# Holiday Special
«Holiday Special» es el tercer episodio de la vigesimoprimera temporada de la serie de televisión animada estadounidense South Park. El episodio 280 de la serie en general, se emitió por primera vez en Comedy Central en los Estados Unidos el 27 de septiembre de 2017. Este episodio parodia la autovictimización a través de las dificultades de los nativos americanos y las tendencias hacia la oposición al Día de la Raza.

## Argumento
El caos estalla entre los niños en la escuela en respuesta a la cancelación del día libre del Día de la Raza, debido a una campaña anti-Día de la Raza de Randy Marsh. Kyle Broflovski y Stan Marsh lo confrontan con fotografías que documentan cómo el propio Randy se ha vestido como Colón muchas veces a lo largo de su vida, desde su boda hasta 2013. Esto lleva a Randy a la depresión, quien dice sentirse «indígena», confundiendo el término con «indignado». Randy ve un comercial de una empresa de genealogía llamada DNA and Me, que incluye testimonios de caucásicos que llegaron a identificarse como víctimas después de descubrir que albergaban trazas de ADN de grupos étnicos históricamente oprimidos. Randy decide hacerse una prueba de ADN en su saliva, aunque le paga a un hombre nativo americano para que le dé un beso francés para asegurarse de que los resultados de la prueba indiquen que tiene ADN de nativo americano. Disfrazando su voz, Kenny McCormick llama a Peter Goltman, el funcionario de la escuela que canceló las vacaciones, para que busque en Internet las fotos pasadas de Randy, pero Goltman se niega, ya que cree que todo lo que hay en Internet son noticias falsas.
Mientras Randy intenta desesperadamente reunir y deshacerse de sus disfraces anteriores de Colón, recibe la visita repetida del hombre nativo americano al que besó, que se ha enamorado de Randy. Randy lo rechaza, pero durante la segunda visita del hombre, un corredor filma a Randy, cubierto con los trajes de Colón que ha estado reuniendo, expulsando enojado al nativo americano de su propiedad. Más tarde, los chicos le muestran este video a Goltman.
Cuando el personal de DNA and Me informa a Randy de una "irregularidad" en su prueba, le toman un segundo hisopo anal para obtener resultados más precisos. Se le informa que su ADN se asemeja más al de un británico caucásico, y que el 2,8% de él es neandertal, que se cruzó con el homo sapiens moderno. Randy, enfurecido, interpreta que esto significa que sus antepasados fueron violados y erradicados por los antepasados del personal de DNA and Me. Al regresar a casa, Randy se enfrenta a Goltman, a quien golpea por oprimir a sus antepasados, pero el nativo americano también aparece e implora a Randy que deje de fingir y enfrente quién es en realidad. Randy se da cuenta de que hacerse la víctima no ha resuelto sus problemas. En la escuela, anuncia que el Comité de Calendario de la escuela ha restablecido el día libre, que ha sido redesignado como Día de los Pueblos Indígenas. Siguiendo expresando su creencia de que la palabra «indígena» se refiere a sentimientos negativos, dice que esta festividad será para que la gente exprese esos sentimientos, pero la multitud reunida, ofendida por su ignorancia, intercambia insultos con Randy antes de dispersarse gradualmente.

## Recepción
Jesse Schedeen del sitio IGN calificó al episodio con un 8,5 de 10, y comentó que «Si bien no es tan fuerte en general como la entrega de la semana pasada, “Holiday Special” es el episodio que mejor cumple con la promesa de lo que se supone que será South Park este año. Este episodio se centró un poco menos en el humor y los titulares de actualidad, optando en cambio por una historia hilarante, impulsada por Randy, que se remonta a la época dorada del programa. Si esto es una señal de qué esperar del resto de la temporada 21, entonces las cosas parecen bastante optimistas para esta serie».
Dan Caffrey del sitio web The A.V. Club calificó al episodio con una B, indicó que el mensaje «más entretenido» del episodio fue que «Randy es un tonto» y agregó «Es una tesis que hemos escuchado muchas veces antes y probablemente escucharé muchas veces de nuevo y, a diferencia del mensaje más sustancial del episodio, probablemente nunca me cansaré de escucharlo, siempre y cuando no lo piense demasiado».
Jeremy Lambert del sitio 411 Mania lo calificó con un 7,8 sobre 10 y comentó que «[este episodio] me recordó episodios del pasado de South Park. No te golpeó en la cara con los asuntos políticos actuales, tenía a Randy loco, e hizo que los chicos trabajaran juntos para beneficiarlos. Otro episodio fuerte en una temporada que ha tenido un buen comienzo».
Chris Longo del sitio Den of Geek le dio 3 de 5 estrellas y declaró: «Lo que ha sido la gracia salvadora de este programa en la última década ha sido usar a Randy Marsh como la llave inglesa en su tiempo de juego y que los niños tengan que tomar la decisión de sacarlo o no de cualquier problema que haya creado. “Holiday Special” es solo eso, un episodio de Randy que presenta un problema real para los niños, la pérdida de unas vacaciones escolares. Por tercera semana consecutiva tenemos un episodio bastante actual, ya que Randy está empeñado en eliminar los honores otorgados a Cristóbal Colón».